# Charles Norris Cochrane
Charles Norris Cochrane, (Omenee, Ontario, 21 de agosto de 1889 - Toronto, 23 de noviembre de 1945) fue un historiador y filósofo canadiense, maestro de la historia clásica, considerado gran pensador sobre la civilización.

## Biografía
Sólido discípulo de Robin George Collingwood, trabajó exhaustivamente en una meditación intelectual sobre el fracaso de asegurar "permanentes y perdurables" bases para la civilización. Para Cochrane, la civilización occidental estaba condenada a oscilar entre el idealismo y el naturalismo, por una falta de "integración creativa". 
En su obra por lo general confluyen la filosofía, la historia, la política, la teología, la economía, como tantas otras ciencias, creando una amalgama particular que ofrece un contraste de la vida cotidiana con sus raíces imaginarias y teóricas, como se puede apreciar en su obra cumbre, Cristianismo y cultura clásica, en la que se diserta el desmoronamiento del clasicismo y el crecimiento del cristianismo, en la lenta y larga decadencia del Imperio romano, explorando profundamente las raíces de la cultura occidental.

## Obras
- Cochrane, Charles Norris (1949). Cristianismo y cultura clásica. México D.F.: Fondo de Cultura Económica. p. 512. ISBN 9789681611460.